# Eschweilera beebei
Eschweilera beebei é uma espécie de lenhosa da família Lecythidaceae.
Apenas pode ser encontrada no seguinte país: Venezuela.